# 19 septembre 2015
Le mardi 19 septembre 2015 est le 262e jour de l'année 2015.

## Décès
Par ordre alphabétique.
- Rachid ben Mohammed Al Maktoum 	Prince et homme politique dubaïote.
- Jackie Collins 	Romancière britanno-américaine, sœur de Joan Collins.
- Georg Eder (de) Prélat catholique autrichien.
- Todd Ewen 	Hockeyeur sur glace canadien.
- Jean-Loup Lafont 	 animateur historique de radio (Europe 1,...) et de télévision françaises[1].
- Moe Mantha 	Hockeyeur sur glace canadien.  Il fut également député pour le Parti progressiste-conservateur du Canada.
- Masajuro Shiokawa 	Homme politique japonais.
- Herschel Silverman 	Poète beat américain.
- Walter Young 	Joueur de baseball américain.
- Robert Zellinger de Balkany 	Homme d'affaires et promoteur immobilier français.